# Birklein
Birklein ist ein Gemeindeteil des Marktes Pleinfeld im Landkreis Weißenburg-Gunzenhausen (Mittelfranken, Bayern). Birklein liegt in der Gemarkung Allmannsdorf.

## Lage
Die Einöde liegt im Fränkischen Seenland, im Süden des Spalter Hügellandes und rund vier Kilometer nordwestlich von Pleinfeld. Das Nordufer des Großen Brombachsees ist ca. einen Kilometer entfernt. Nachbarorte sind Erlingsdorf und Allmannsdorf. Nahe der Ortschaft befindet sich eine der beiden Quellen des in den Weilerbach fließenden Binsengrabens; auf der südlich benachbarten Anhöhe Römerhügel (489 m ü. NHN) gibt es mehrere Grabhügel aus der Hallstattzeit. Über Gemeindeverbindungsstraßen ist Birklein an die Kreisstraße RH 16/WUG 18 angebunden. Eine Buslinie verkehrt nach Pleinfeld.

## Geschichte
Bis mindestens Anfang des 19. Jahrhunderts wurde der Ort Bürglein genannt. 
Der ehemalige Gemeindeteil von Allmannsdorf wurde am 1. April 1971 im Zuge der Gemeindegebietsreform in den Markt Pleinfeld eingegliedert.